# Velika nagrada Kitajske 2010
Velika nagrada Kitajske 2010 je četrta dirka Svetovnega prvenstva Formule 1 v sezoni 2010. Odvijala se je 18. aprila 2010 na šanghajskem dirkališču Shanghai International Circuit. Zmagal je Jenson Button, McLaren-Mercedes, drugo mesto je osvojil njegov moštveni kolega Lewis Hamilton, tretje pa Nico Rosberg, Mercedes GP. 
Najbolje je štartal Fernando Alonso iz tretjega mesta, toda vodstvo je prevzel zaradi prezgodnjega štarta, zaradi česar je bil kaznovan s kazensko vožnjo skozi bokse. Vsi so dirko začeli na pnevmatikah za suho stezo, toda že v prvih krogih je pričelo deževati. Večina dirkačev je prišla v bokse za menjavo pnevmatik, na stezi pa so ostali Jenson Button, Nico Rosberg in Robert Kubica. Ker je dež kmalu ponehal, so si vodilni trije dirkači po ponovnem postanku ostalih privozili veliko prednost, ki pa jo je okoli polovice dirke izničil varnostni avto. V drugem delu dirke je ponovno začelo močneje deževati, tako da so morali vsi dirkači zamenjati pnevmatike za suho stezo za vmesne dežne pnevmatike. V drugem delu dirke se je v ospredje uspešno prebijal Lewis Hamilton, ki je med zadnjimi postanki v boksih prehitel tudi do tedaj drugouvrščenega Rosberga in moštvu McLarna z zmagovalcem Buttnom prinesel dvojno zmago, prvo po dirki za Veliko nagrado Italije v sezoni 2007. Rosberg je ostal tretji, za njim pa še Alonso, Kubica, Sebastian Vettel, Vitalij Petrov, Mark Webber, Felipe Massa in Michael Schumacher. Massa je z devetim mestom izgubil vodstvo v dirkaškem prvenstvu, ki ga je prevzel zmagovalec Button pred Rosbergom in Alonsom. 

## Rezultati

### Kvalifikacije
| Poz | Št | Dirkač             | Konstruktor          | 1. del   | 2. del   | 3. del   | Št. m. |
| --- | -- | ------------------ | -------------------- | -------- | -------- | -------- | ------ |
| 1   | 5  | Sebastian Vettel   | Red Bull-Renault     | 1:36,317 | 1:35,280 | 1:34,558 | 1      |
| 2   | 6  | Mark Webber        | Red Bull-Renault     | 1:35,978 | 1:35,100 | 1:34,808 | 2      |
| 3   | 8  | Fernando Alonso    | Ferrari              | 1:35,987 | 1:35,235 | 1:34,913 | 3      |
| 4   | 4  | Nico Rosberg       | Mercedes             | 1:35,952 | 1:35,134 | 1:34,923 | 4      |
| 5   | 1  | Jenson Button      | McLaren-Mercedes     | 1:36,122 | 1:35,443 | 1:34,979 | 5      |
| 6   | 2  | Lewis Hamilton     | McLaren-Mercedes     | 1:35,641 | 1:34,928 | 1:35,034 | 6      |
| 7   | 7  | Felipe Massa       | Ferrari              | 1:36,076 | 1:35,290 | 1:35,180 | 7      |
| 8   | 11 | Robert Kubica      | Renault              | 1:36,348 | 1:35,550 | 1:35,364 | 8      |
| 9   | 3  | Michael Schumacher | Mercedes             | 1:36,484 | 1:35,715 | 1:35,646 | 9      |
| 10  | 14 | Adrian Sutil       | Force India-Mercedes | 1:36,671 | 1:35,665 | 1:35,963 | 10     |
| 11  | 9  | Rubens Barrichello | Williams-Cosworth    | 1:36,664 | 1:35,748 |          | 11     |
| 12  | 17 | Jaime Alguersuari  | Toro Rosso-Ferrari   | 1:36,618 | 1:36,047 |          | 12     |
| 13  | 16 | Sébastien Buemi    | Toro Rosso-Ferrari   | 1:36,793 | 1:36,149 |          | 13     |
| 14  | 12 | Vitalij Petrov     | Renault              | 1:37,031 | 1:36,311 |          | 14     |
| 15  | 23 | Kamui Kobajaši     | BMW Sauber-Ferrari   | 1:37,044 | 1:36,422 |          | 15     |
| 16  | 10 | Nico Hülkenberg    | Williams-Cosworth    | 1:37,049 | 1:36,647 |          | 16     |
| 17  | 22 | Pedro de la Rosa   | BMW Sauber-Ferrari   | 1:37,050 | 1:37,020 |          | 17     |
| 18  | 15 | Vitantonio Liuzzi  | Force India-Mercedes | 1:37,161 |          |          | 18     |
| 19  | 24 | Timo Glock         | Virgin-Cosworth      | 1:39,278 |          |          | 19     |
| 20  | 18 | Jarno Trulli       | Lotus-Cosworth       | 1:39,399 |          |          | 20     |
| 21  | 19 | Heikki Kovalainen  | Lotus-Cosworth       | 1:39,520 |          |          | 21     |
| 22  | 25 | Lucas di Grassi    | Virgin-Cosworth      | 1:39,783 |          |          | 22     |
| 23  | 21 | Bruno Senna        | HRT-Cosworth         | 1:40,469 |          |          | 23     |
| 24  | 20 | Karun Čandok       | HRT-Cosworth         | 1:40,578 |          |          | 24     |

### Dirka
| Poz | Št | Dirkač             | Konstruktor          | Krogi | Čas/Odstop  | Št. m. | Toč |
| --- | -- | ------------------ | -------------------- | ----- | ----------- | ------ | --- |
| 1   | 1  | Jenson Button      | McLaren-Mercedes     | 56    | 1:46:42,163 | 5      | 25  |
| 2   | 2  | Lewis Hamilton     | McLaren-Mercedes     | 56    | +1,530      | 6      | 18  |
| 3   | 4  | Nico Rosberg       | Mercedes             | 56    | +9,484      | 4      | 15  |
| 4   | 8  | Fernando Alonso    | Ferrari              | 56    | +11,869     | 3      | 12  |
| 5   | 11 | Robert Kubica      | Renault              | 56    | +22,213     | 8      | 10  |
| 6   | 5  | Sebastian Vettel   | Red Bull-Renault     | 56    | +33,310     | 1      | 8   |
| 7   | 12 | Vitalij Petrov     | Renault              | 56    | +47,600     | 14     | 6   |
| 8   | 6  | Mark Webber        | Red Bull-Renault     | 56    | +52,172     | 2      | 4   |
| 9   | 7  | Felipe Massa       | Ferrari              | 56    | +57,796     | 7      | 2   |
| 10  | 3  | Michael Schumacher | Mercedes             | 56    | +1:01,749   | 9      | 1   |
| 11  | 14 | Adrian Sutil       | Force India-Mercedes | 56    | +1:02,874   | 10     |     |
| 12  | 9  | Rubens Barrichello | Williams-Cosworth    | 56    | +1:03,665   | 11     |     |
| 13  | 17 | Jaime Alguersuari  | Toro Rosso-Ferrari   | 56    | +1:11,416   | 12     |     |
| 14  | 19 | Heikki Kovalainen  | Lotus-Cosworth       | 55    | +1 krog     | 21     |     |
| 15  | 10 | Nico Hülkenberg    | Williams-Cosworth    | 55    | +1 krog     | 16     |     |
| 16  | 21 | Bruno Senna        | HRT-Cosworth         | 54    | +2 kroga    | 23     |     |
| 17  | 20 | Karun Čandok       | HRT-Cosworth         | 52    | +4 krogi    | 24     |     |
| Ods | 18 | Jarno Trulli       | Lotus-Cosworth       | 21    | Hidravlika  | 20     |     |
| Ods | 25 | Lucas di Grassi    | Virgin-Cosworth      | 9     | Sklopka     | 22     |     |
| Ods | 22 | Pedro de la Rosa   | BMW Sauber-Ferrari   | 8     | Technical   | 17     |     |
| Ods | 16 | Sébastien Buemi    | Toro Rosso-Ferrari   | 0     | Trčenje     | 13     |     |
| Ods | 23 | Kamui Kobajaši     | BMW Sauber-Ferrari   | 0     | Trčenje     | 15     |     |
| Ods | 15 | Vitantonio Liuzzi  | Force India-Mercedes | 0     | Trčenje     | 18     |     |
| DNS | 24 | Timo Glock         | Virgin-Cosworth      |       | Motor       | 19     |     |